# Vistazos del mundo que dejaremos
Vistazos del mundo que dejaremos (Apuntes de un catamarqueño errabundo) es un libro no comercial escrito por el abogado  Archivado el 26 de enero de 2020 en Wayback Machine. viajero y aventurero cosmopolita Julio Catanesi (Catamarca, 3 de abril de 1921 - La Plata, 21 de mayo de 2003) como homeneja a los habitantes de su tierra natal en las cercanías del cerro Salamanca al oeste del río Abaucán en Catamarca y basado en los diferentes apuntes que él mismo tomaba a diario en sus viajes.

## Extracto
Habiendo visitado más de 70 países a lo largo de su vida, la mayoría de ellos de manera no convencional, por sus propios medios y fuera de los estándares del turismo del momento, el autor narra amenamente distintas aventuras que incluyen un viaje de exploración en canoa por uno de los brazos del río Amazonas en busca del delfín autóctono de la zona, un viaje a Alaska en el medio de una tormenta de nieve, su prolífica investigación arqueológica en la isla de Pascua o en Nazca y mucho más.
Catanesi evita en su escrito la referencia a las capitales más conocidas del mundo debido a que consideraba que ya otros autores habían escrito sobre ellas y por ello, sus temas elegidos para el libro, abordan ciudades, costumbres o lugares de carácter exótico y poco conocidos por el común de la gente.

### Capítulos
- Introducción

- La Tumba de Qin

- Las Góndolas del Chao Phrayá

- La paradisíaca Isla Praslín

- Mamíferos de Australia

- Vieja Delhi

- El Kremlin de Moscú

- Los Géiseres de Rotorua

- El Gran Canal

- El lago en el volcán y el volcán en el lago

- Disparada a Alaska

- Irán

- El lago Nakuru

- Johor Bahrú

- El Museo del Oro

- Liechtenstein

- Las líneas de Nazca

- Togo

- Rapa Nui, el museo más grande del mundo

- Delfines del alto Amazonas

- Ciudades extranjeras visitadas por el autor[2]